# Koji Funamoto
Koji Funamoto (n. 12 august 1942) este un fost fotbalist japonez.

## Statistici
| Japonia | Japonia | Japonia |
| An      | Meciuri | Goluri  |
| ------- | ------- | ------- |
| 1967    | 1       | 0       |
| 1968    | 1       | 0       |
| 1969    | 1       | 0       |
| 1970    | 1       | 0       |
| 1971    | 0       | 0       |
| 1972    | 5       | 0       |
| 1973    | 2       | 0       |
| 1974    | 0       | 0       |
| 1975    | 8       | 0       |
| Total   | 19      | 0       |